# Lairière

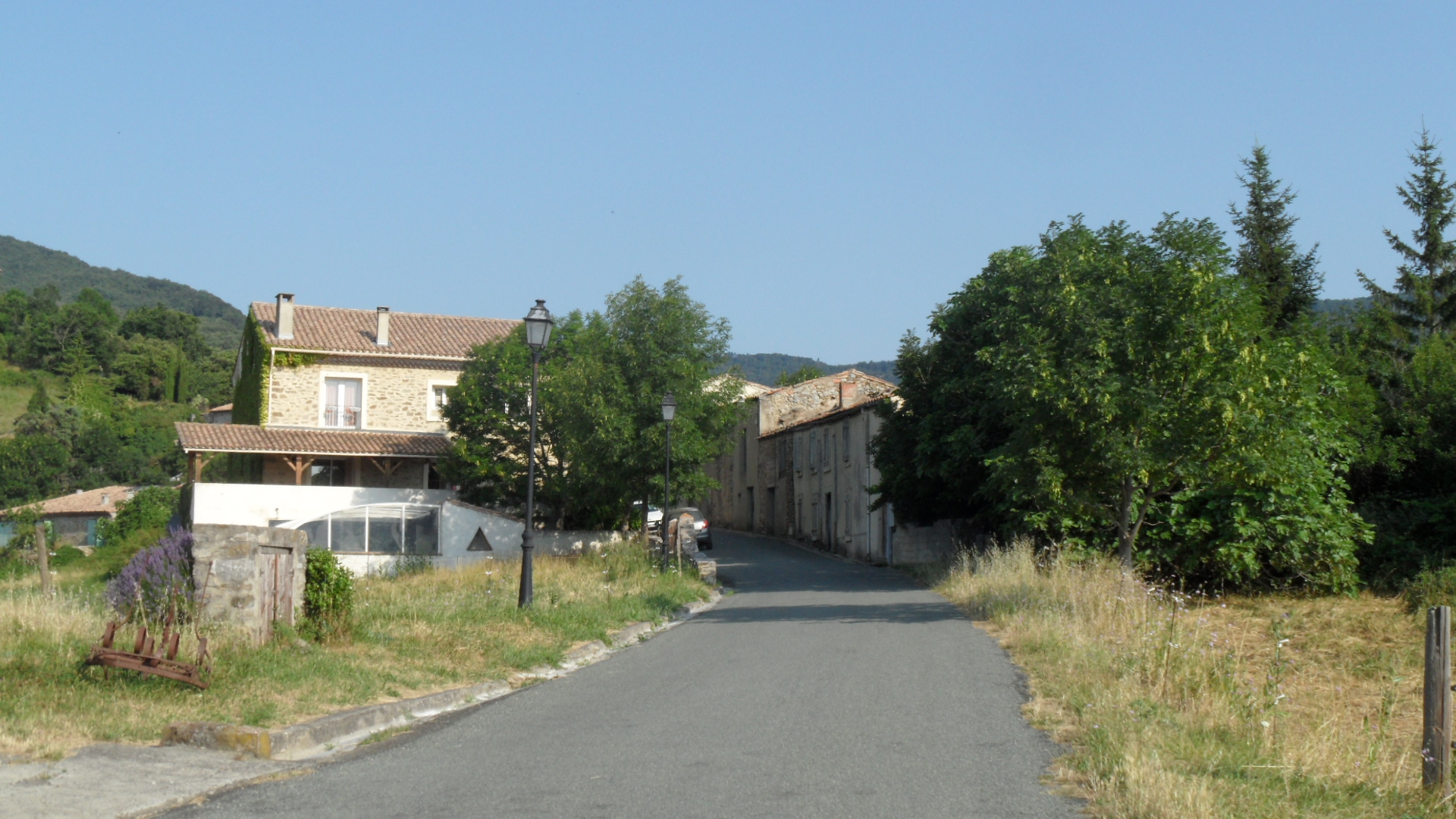
Vue de la rue principale de Lairière.

Lairière  est une commune française située dans le centre du département de l'Aude, en région Occitanie.
Sur le plan historique et culturel, la commune fait partie du massif des Corbières, un chaos calcaire formant la transition entre le Massif central et les Pyrénées. Exposée à un climat méditerranéen, elle est drainée par divers petits cours d'eau. La commune possède un patrimoine naturel remarquable : trois sites Natura 2000 (les « hautes Corbières », les « Corbières occidentales » et la « vallée de l'Orbieu ») et deux zones naturelles d'intérêt écologique, faunistique et floristique. 
Lairière est une commune rurale qui compte 52 habitants en 2022, après avoir connu un pic de population de 400 habitants en 1793. Ses habitants sont appelés les Lairiairois et Lairiairoises.

## Géographie

### Localisation
Lairière est une commune située dans le massif des Corbières au sud de Carcassonne.

### Communes limitrophes
Lairière est limitrophe de neuf autres communes.
| Labastide-en-Val, Clermont-sur-Lauquet | Villetritouls | Taurize      |
| Caunette-sur-Lauquet                   | Lairière      | Mayronnes    |
| Bouisse                                | Montjoi       | Vignevieille |

### Géologie et relief
La superficie de la commune est de 1 308 hectares ; son altitude varie de 246  à   875 mètres.

### Hydrographie
La commune est dans la région hydrographique « Côtiers méditerranéens », au sein du bassin hydrographique Rhône-Méditerranée-Corse. Elle est drainée par le ruisseau d'Agréda, le ruisseau de Laurède, le ruisseau de Laurio, le ruisseau de l'Iéro de Jon, le ruisseau de Lussière, le ruisseau de Richard et le ruisseau du Boutas, qui constituent un réseau hydrographique de 16 km de longueur totale,.

### Climat
Pour des articles plus généraux, voir Climat de l'Occitanie et Climat de l'Aude.
En 2010, le climat de la commune est de type climat du Bassin du Sud-Ouest, selon une étude s'appuyant sur une série de données couvrant la période 1971-2000. En 2020, Météo-France publie une typologie des climats de la France métropolitaine dans laquelle la commune est dans une zone de transition entre le climat océanique altéré et le climat méditerranéen et est dans une zone de transition entre les régions climatiques « Pyrénées orientales » et « Provence, Languedoc-Roussillon ».
Pour la période 1971-2000, la température annuelle moyenne est de 13,3 °C, avec une amplitude thermique annuelle de 15,4 °C. Le cumul annuel moyen de précipitations est de 811 mm, avec 8,9 jours de précipitations en janvier et 3,9 jours en juillet. Pour la période 1991-2020, la température moyenne annuelle observée sur la station météorologique la plus proche, située sur la commune de Mouthoumet à 7 km à vol d'oiseau, est de 12,5 °C et le cumul annuel moyen de précipitations est de 837,6 mm,. Pour l'avenir, les paramètres climatiques de la commune estimés pour 2050 selon différents scénarios d’émission de gaz à effet de serre sont consultables sur un site dédié publié par Météo-France en novembre 2022.

### Milieux naturels et biodiversité

#### Réseau Natura 2000

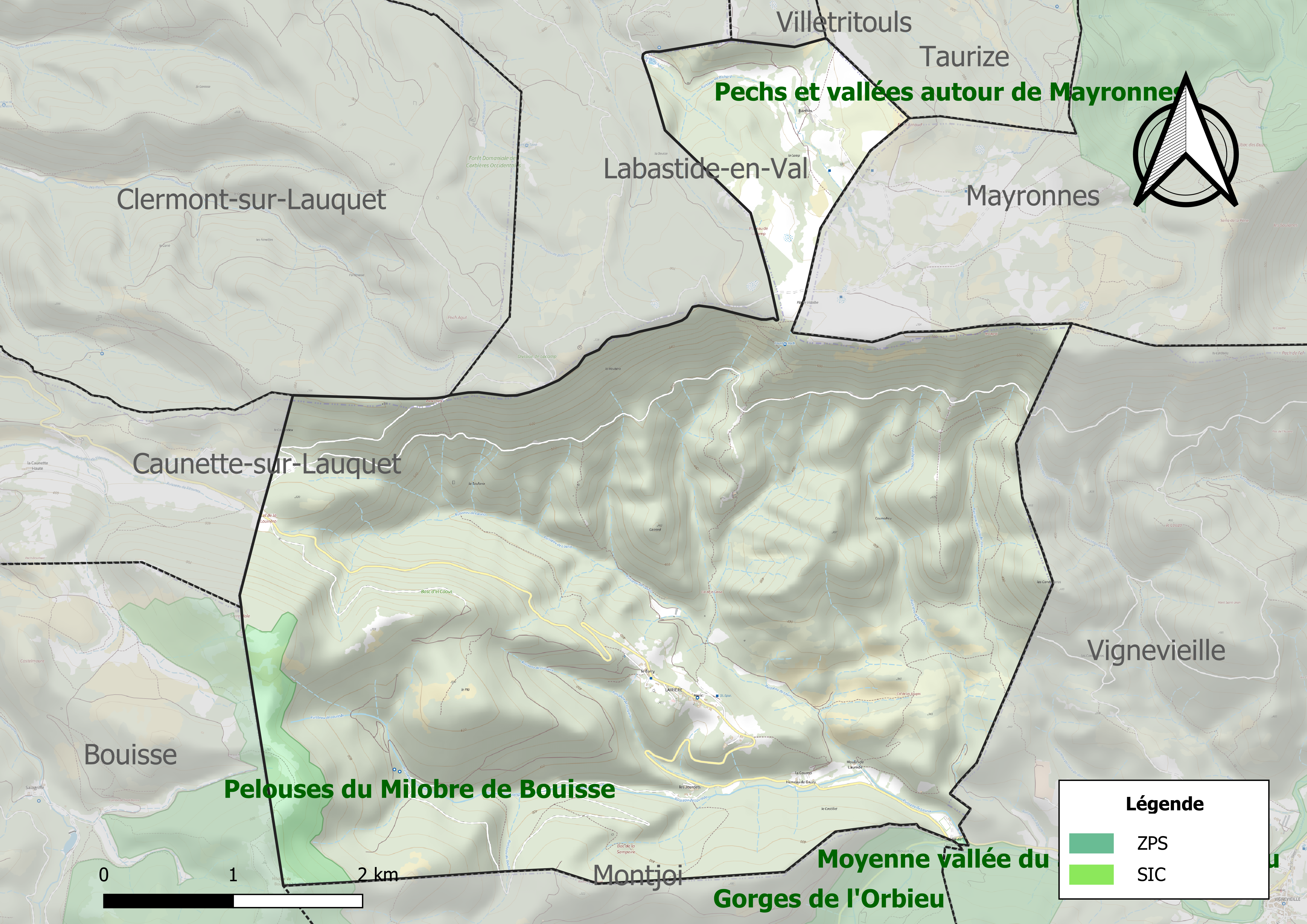
Site Natura 2000 sur le territoire communal.

Le réseau Natura 2000 est un réseau écologique européen de sites naturels d'intérêt écologique élaboré à partir des directives habitats et oiseaux, constitué de zones spéciales de conservation (ZSC) et de zones de protection spéciale (ZPS). Un site Natura 2000 a été défini sur la commune au titre de la directive habitats :
- la « vallée de l'Orbieu », d'une superficie de 17 765 ha, servant d'habitat, entre autres, pour le Barbeau méridional et du Desman des Pyrénées en limite nord de répartition[14]

et deux au titre de la directive oiseaux : 
- les « Corbières occidentales », d'une superficie de 22 912 ha, présentant des milieux propices à la nidification des espèces rupicoles : des couples d'Aigles royaux occupent partagent l'espace avec des espèces aussi significatives que le Faucon pèlerin, le Grand-duc d'Europe ou le Circaète Jean-le-Blanc[15] ;
- les « hautes Corbières », d'une superficie de 28 398 ha, accueillant une avifaune riche et diversifiée : rapaces tels que les Busards, l'Aigle Royal, le Circaète Jean-le-Blanc, qui trouvent sur place des conditions favorables à la nidification et à leur alimentation du fait de l'importance des milieux ouverts[16].

#### Zones naturelles d'intérêt écologique, faunistique et floristique
L’inventaire des zones naturelles d'intérêt écologique, faunistique et floristique (ZNIEFF) a pour objectif de réaliser une couverture des zones les plus intéressantes sur le plan écologique, essentiellement dans la perspective d’améliorer la connaissance du patrimoine naturel national et de fournir aux différents décideurs un outil d’aide à la prise en compte de l’environnement dans l’aménagement du territoire. Une ZNIEFF de type 1 est recensée sur la commune : les « pelouses du Milobre de Bouisse » (618 ha), couvrant 3 communes du département et une ZNIEFF de type 2, : les « Corbières occidentales » (59 005 ha), couvrant 66 communes du département.

Carte des ZNIEFF de type 1 et 2 à Lairière.
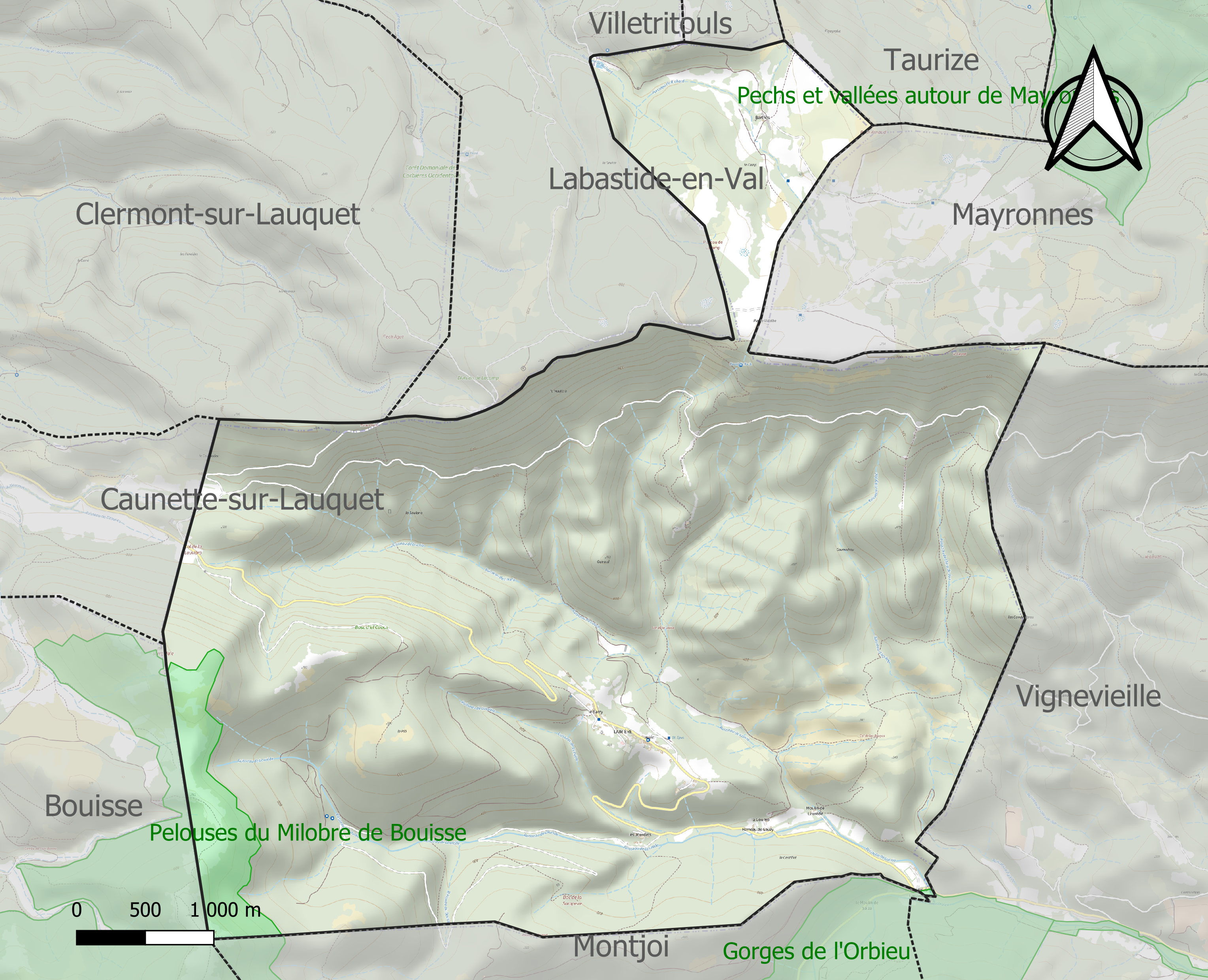
Carte de la ZNIEFF de type 1 sur la commune.
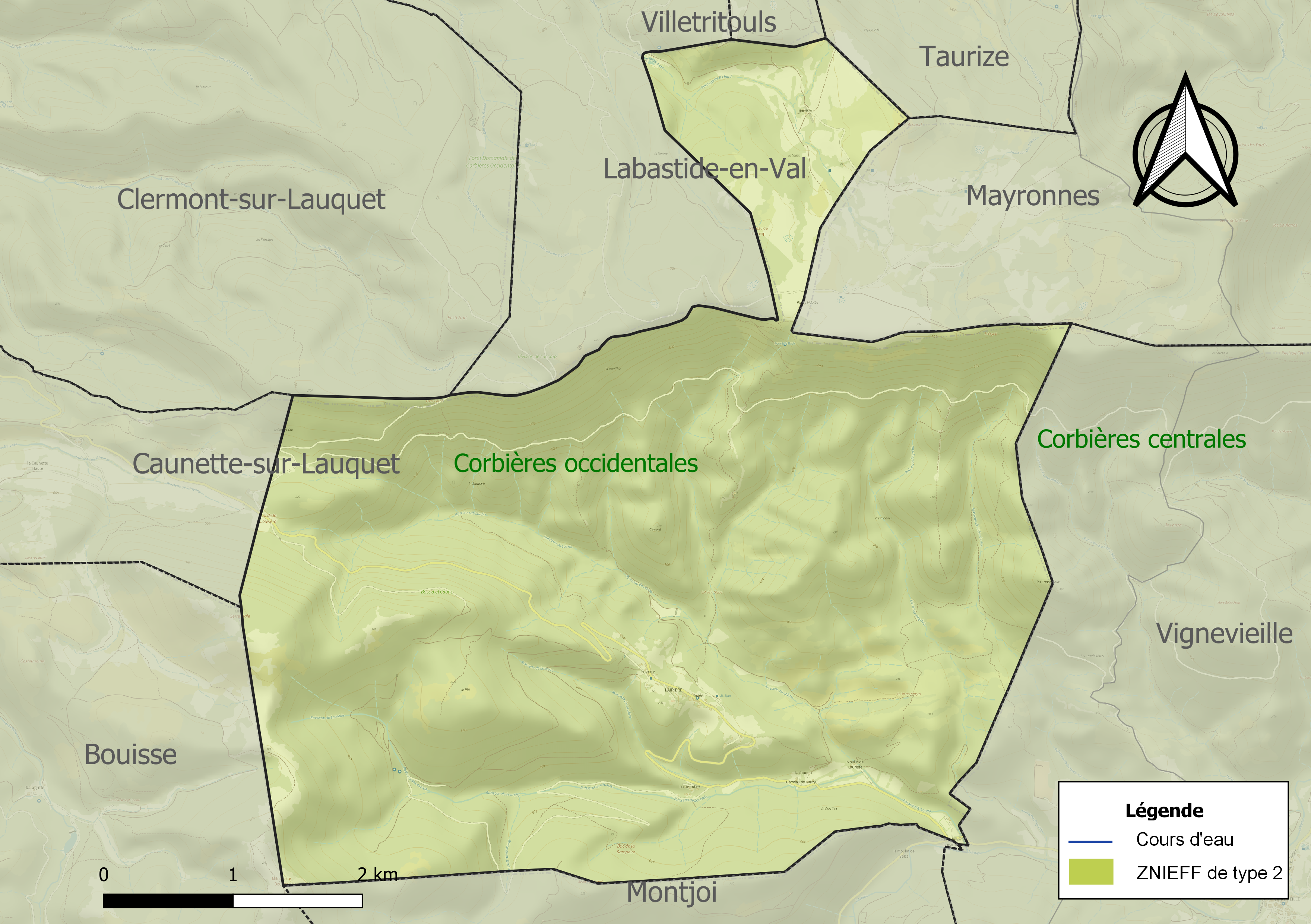
Carte de la ZNIEFF de type 2 sur la commune.

## Urbanisme

### Typologie
Au 1er janvier 2024, Lairière est catégorisée commune rurale à habitat très dispersé, selon la nouvelle grille communale de densité à 7 niveaux définie par l'Insee en 2022.
Elle est située hors unité urbaine et hors attraction des villes,.

### Occupation des sols
L'occupation des sols de la commune, telle qu'elle ressort de la base de données européenne d’occupation biophysique des sols Corine Land Cover (CLC), est marquée par l'importance des forêts et milieux semi-naturels (93,4 % en 2018), en augmentation par rapport à 1990 (92,1 %). La répartition détaillée en 2018 est la suivante : 
forêts (73,4 %), milieux à végétation arbustive et/ou herbacée (16,8 %), zones agricoles hétérogènes (5,8 %), espaces ouverts, sans ou avec peu de végétation (3,2 %), prairies (0,8 %). L'évolution de l’occupation des sols de la commune et de ses infrastructures peut être observée sur les différentes représentations cartographiques du territoire : la carte de Cassini (XVIIIe siècle), la carte d'état-major (1820-1866) et les cartes ou photos aériennes de l'IGN pour la période actuelle (1950 à aujourd'hui).

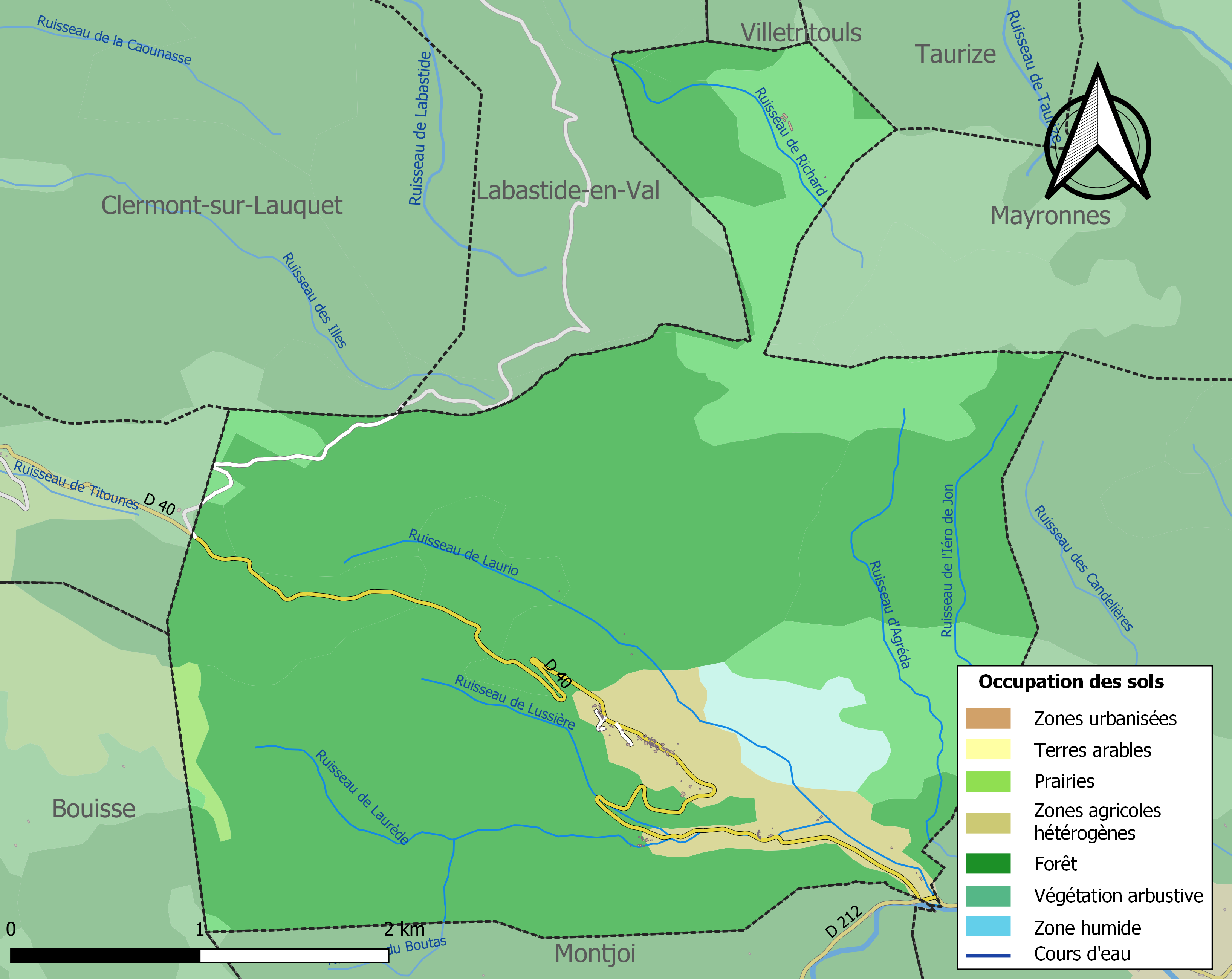
Carte des infrastructures et de l'occupation des sols de la commune en 2018 (CLC).

### Risques majeurs
Le territoire de la commune de Lairière est vulnérable à différents aléas naturels : météorologiques (tempête, orage, neige, grand froid, canicule ou sécheresse), feux de forêts et séisme (sismicité faible). Il est également exposé à un risque particulier : le risque de radon. Un site publié par le BRGM permet d'évaluer simplement et rapidement les risques d'un bien localisé soit par son adresse soit par le numéro de sa parcelle.

#### Risques naturels

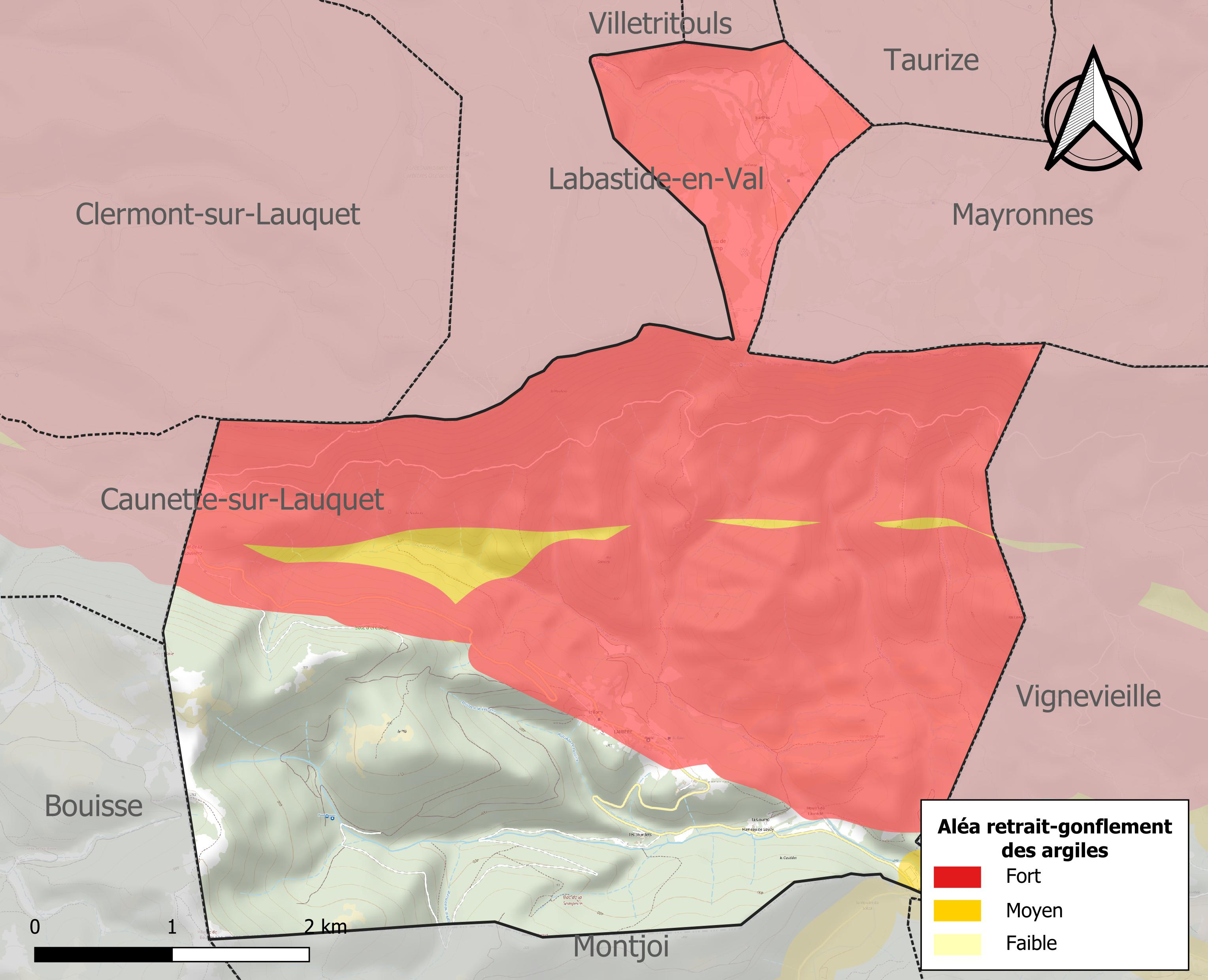
Carte des zones d'aléa retrait-gonflement des sols argileux de Lairière.

Le retrait-gonflement des sols argileux est susceptible d'engendrer des dommages importants aux bâtiments en cas d’alternance de périodes de sécheresse et de pluie. 66,9 % de la superficie communale est en aléa moyen ou fort (75,2 % au niveau départemental et 48,5 % au niveau national). Sur les 50 bâtiments dénombrés sur la commune en 2019, 38 sont en aléa moyen ou fort, soit 76 %, à comparer aux 94 % au niveau départemental et 54 % au niveau national. Une cartographie de l'exposition du territoire national au retrait gonflement des sols argileux est disponible sur le site du BRGM,.

#### Risque particulier
Dans plusieurs parties du territoire national, le radon, accumulé dans certains logements ou autres locaux, peut constituer une source significative d’exposition de la population aux rayonnements ionisants. Certaines communes du département sont concernées par le risque radon à un niveau plus ou moins élevé. Selon la classification de 2018, la commune de Lairière est classée en zone 3, à savoir zone à potentiel radon significatif.

## Politique et administration

### Administration municipale
Le nombre d'habitants au recensement de 2011 étant compris entre 0 et 99, le nombre de membres du conseil municipal pour l'élection de 2014 est de sept,.

### Rattachements administratifs et électoraux
Commune faisant partie de la communauté de communes de la Région Lézignanaise, Corbières et Minervois (avant le 1er janvier 2013 à la suite de la mise en application de la réforme des collectivités territoriales, elle faisait partie de la communauté de communes du Massif de Mouthoumet) et du canton de Fabrezan (avant le redécoupage départemental de 2014, Lairière faisait partie de l'ex-canton de Mouthoumet).

### Tendances politiques et résultats
| Période                                  | Période  | Identité        | Étiquette | Qualité |
| ---------------------------------------- | -------- | --------------- | --------- | ------- |
| mars 2001                                | 2008     | Claude Jouve    |           |         |
| mars 2008                                | 2014     | Jean Bernadac   |           |         |
| mars 2014                                | 2020     | Francis Vernède |           |         |
| mai 2020                                 | En cours | Michel Barbaza  |           |         |
| Les données manquantes sont à compléter. |          |                 |           |         |

## Démographie
L'évolution du nombre d'habitants est connue à travers les recensements de la population effectués dans la commune depuis 1793. Pour les communes de moins de 10 000 habitants, une enquête de recensement portant sur toute la population est réalisée tous les cinq ans, les populations de référence des années intermédiaires étant quant à elles estimées par interpolation ou extrapolation. Pour la commune, le premier recensement exhaustif entrant dans le cadre du nouveau dispositif a été réalisé en 2006.

En 2022, la commune comptait 52 habitants, en évolution de +4 % par rapport à 2016 (Aude : +2,65 %, France hors Mayotte : +2,11 %).
| 1793 | 1800 | 1806 | 1821 | 1831 | 1836 | 1841 | 1846 | 1851 |
| ---- | ---- | ---- | ---- | ---- | ---- | ---- | ---- | ---- |
| 400  | 367  | 263  | 253  | 336  | 312  | 316  | 308  | 286  |

| 1856 | 1861 | 1866 | 1872 | 1876 | 1881 | 1886 | 1891 | 1896 |
| ---- | ---- | ---- | ---- | ---- | ---- | ---- | ---- | ---- |
| 242  | 241  | 201  | 203  | 171  | 154  | 162  | 173  | 160  |

| 1901 | 1906 | 1911 | 1921 | 1926 | 1931 | 1936 | 1946 | 1954 |
| ---- | ---- | ---- | ---- | ---- | ---- | ---- | ---- | ---- |
| 153  | 167  | 141  | 127  | 117  | 116  | 103  | 59   | 55   |

| 1962 | 1968 | 1975 | 1982 | 1990 | 1999 | 2006 | 2011 | 2016 |
| ---- | ---- | ---- | ---- | ---- | ---- | ---- | ---- | ---- |
| 32   | 25   | 21   | 24   | 32   | 37   | 48   | 44   | 50   |

| 2021 | 2022 | - | - | - | - | - | - | - |
| ---- | ---- | - | - | - | - | - | - | - |
| 53   | 52   | - | - | - | - | - | - | - |

## Économie

### Emploi
| Division       | 2008   | 2013   | 2018   |
| -------------- | ------ | ------ | ------ |
| Commune        | 15,2 % | 28,1 % | 24,1 % |
| Département    | 10,2 % | 12,8 % | 12,6 % |
| France entière | 8,3 %  | 10 %   | 10 %   |

En 2018, la population âgée de 15 à 64 ans s'élève à 31 personnes, parmi lesquelles on compte 72,4 % d'actifs (48,3 % ayant un emploi et 24,1 % de chômeurs) et 27,6 % d'inactifs,. Depuis 2008, le taux de chômage communal (au sens du recensement) des 15-64 ans est supérieur à celui de la France et du département.
La commune est hors attraction des villes,. Elle compte 14 emplois en 2018, contre 8 en 2013 et 7 en 2008. Le nombre d'actifs ayant un emploi résidant dans la commune est de 16, soit un indicateur de concentration d'emploi de 89,1 % et un taux d'activité parmi les 15 ans ou plus de 51,2 %.
Sur ces 16 actifs de 15 ans ou plus ayant un emploi, 11 travaillent dans la commune, soit 67 % des habitants. Pour se rendre au travail, 53,3 % des habitants utilisent un véhicule personnel ou de fonction à quatre roues, 20 % s'y rendent en deux-roues, à vélo ou à pied et 26,7 % n'ont pas besoin de transport (travail au domicile).

### Activités hors agriculture
Trois établissements sont implantés  à Lairière au 31 décembre 2019.
Le secteur de la construction est prépondérant sur la commune puisqu'il représente 66,7 % du nombre total d'établissements de la commune (2 sur les 3 entreprises implantées  à Lairière), contre 14 % au niveau départemental.

### Agriculture
|               | 1988 | 2000 | 2010 | 2020 |
| ------------- | ---- | ---- | ---- | ---- |
| Exploitations | 6    | 2    | 3    | 1    |
| SAU (ha)      | 429  | 181  | 185  | 62   |

La commune fait partie de la petite région agricole dénommée « Pays de Sault ». En 2020, l'orientation technico-économique de l'agriculture  sur la commune est l'élevage d'ovins ou de caprins. Une seule  exploitation agricole ayant son siège dans la commune est dénombrée lors du recensement agricole de 2020 (six en 1988). La superficie agricole utilisée est de 62 ha,.

## Culture locale et patrimoine

### Lieux et monuments
- La chapelle Saint-Romain, située au nord du village, et jadis réputée guérir les enfants muets[38].
- Église de la Nativité-de-Notre-Dame de Lairière.

### Personnalités liées à la commune
- Jean-Baptiste Botul : personnage fictif à base d'un canular littéraire.
- Olivier de Termes (1200-1274) : seigneur de Termes et de Lairière.